# Jerzy Kaulbersz
Jerzy Kaulbersz (ur. 19 lipca 1891 w Kaliszu, zm. 9 czerwca 1986 w Krakowie) – polski fizjolog, absolwent I Liceum Ogólnokształcącego im. Adama Asnyka w Kaliszu, profesor m.in. Uniwersytetu Jagiellońskiego, kierownik Zakładu Fizjologii Wydziału Lekarskiego Uniwersytetu Jagiellońskiego, następnie Zakładu Fizjologii Akademii Medycznej w Krakowie oraz Katedry Fizjologii i Zakładu Fizjologii Szczegółowej Wyższej Szkoły Wychowania Fizycznego w Krakowie (późniejszej Akademii Wychowania Fizycznego). Doktor honoris causa Akademii Medycznej w Krakowie. Zasłynął z prac z fizjologii trawienia oraz zagadnień dotyczących procesów fizjologicznych zachodzących na dużych wysokościach.
Studia przyrodnicze odbył w Monachium, wieńcząc je pracą doktorską w 1911 roku. Rok później we Fryburgu uzyskał tytuł doktora filozofii. W 1914 roku przeprowadził się do Krakowa, gdzie pracował jako medyk w miejscowych szpitalach. W latach 1915–1918 był pomocnikiem lekarskim na oddziale urazów nerwowych w Wiedeńskiej Klinice Chirurgicznej. Po zakończeniu wojny powrócił do Krakowa, gdzie ostatecznie ukończył przerwane studia medyczne na Wydziale Lekarskim UJ. W roku 1920 uzyskał tytuł doktora wszech nauk lekarskich, a w 1921 roku objął stanowisko asystenta w Zakładzie Fizjologii. Habilitował się z fizjologii w 1930 roku na podstawie pracy O wpływie układu nerwowego na stężenie jonów wodorowych we krwi, moczu i sokach trawiennych. W 1934 roku otrzymał  nominację na profesora UJ. Wybuch II wojny światowej zastał Kaulbersza w USA, w trakcie jednej z licznych jego podróży naukowych. Przymuszony okolicznościami pozostał w Stanach Zjednoczonych do 1947 roku, pracując tam jako fizjolog w laboratorium doświadczalnym Kliniki Chirurgicznej na Uniwersytecie Wayne w Detroit.
Został pochowany na cmentarzu Rakowickim w Krakowie.